# کیو دی تی
کیو دی تی (به انگلیسی: (اختصاری QDT) Quik Dogg Teddy) یک ابرگروه تولید موسیقی آمریکایی متشکل از دی جی کویک، اسنوپ داگ و تدی رایلی است. این گروه به صورت مستمر بر روی تولید و ضبط آهنگ‌های نهمین آلبوم استودیویی اسنوپ داگ که ایگو تریپین (۲۰۰۸) نام داشت، کار کردند. اگرچه این گروه به‌طور رسمی منحل نشده است، اما از زمان انتشار آن آلبوم در سال ۲۰۰۸ دیگر به عنوان یک گروه فعالیتی نداشته است.

## تاریخچه
اسنوپ داگ در آلبوم ایگو تریپین به‌طور گسترده از مشارکت‌های این گروه تولید بهره برد. اسنوپ در مراسم افتخارات هیپ هاپ وی‌اچ‌وان در سال ۲۰۰۷ با تدی رایلی برخورد کرد و در این باره می‌گوید:
احساس می‌کردم خدا به من می‌گوید باید با این مرد کار کنم.
دی‌جی کویک نیز درمورد هدف تشکیل این گروه می‌گوید که گروه می‌خواهد به هنرمندان کمک کند موسیقی‌شان شنیده شود.

کویک دربارهٔ چگونگی تشکیل این گروه می‌گوید:
اسنوپ این گروه را با نام کیو دی تی راه اندازی کرد. ما برای رپرهای دیگری که به تهیه‌کنندگان یا ترانه سرایان بزرگ دسترسی ندارند، فرصت ضبط ایجاد می‌کنیم و آهنگ می‌نویسیم. تدی برای پوسی‌کت دالز و سایر افراد در اینترسکوپ رکوردز آهنگ می‌نوشت. اسنوپ برای گروه‌های تحت نظر خود آهنگ می‌نوشت و من هم آهنگ‌ها را برای آنها ضبط می‌کردم.